# Մ

Մとմ

筆記体

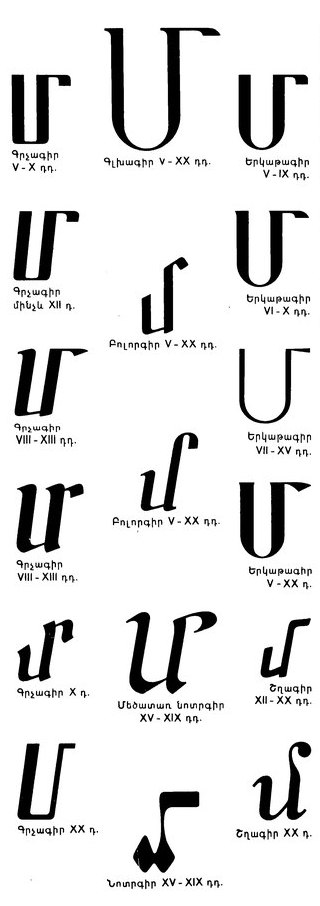
Մとմの様々な書体

Մ, մ（アルメニア語: մեն、発音はmen）は、アルメニア文字の20番目の文字である。405年ごろにメスロプ・マシュトツによって作成されたと見られる。

## 使用
東アルメニア語・西アルメニア語では両唇鼻音[m]を表す。記数法では200を表す。ラテン文字転写では「M」と記す。

## 書体

## 符号位置
| 文字 | Unicode | JIS X 0213 | 文字参照        | 備考 |
| ---- | ------- | ---------- | --------------- | ---- |
| Մ    | U+0544  | -          | &#x544; &#1348; |      |
| մ    | U+0574  | -          | &#x574; &#1396; |      |